# خانه سروشیان
خانه سروشیان مربوط به اواخر دوره قاجار است و در کرمان، خیابان زریسف، کوچه روبروی ایران خودرو، پ ۱۹ واقع شده و این اثر در تاریخ ۱۲ تیر ۱۳۸۴ با شمارهٔ ثبت ۱۲۰۰۸ به‌عنوان یکی از آثار ملی ایران به ثبت رسیده است.